# Ellisella moniliformis
Ellisella moniliformis is een zachte koraalsoort uit de familie Ellisellidae. De koraalsoort komt uit het geslacht Ellisella. Ellisella moniliformis werd in 1816 voor het eerst wetenschappelijk beschreven door Lamarck. 